# Монтанара (Мантова)
Монтанара је насеље у Италији у округу Мантова, региону Ломбардија.
Према процени из 2011. у насељу је живело 1853 становника. Насеље се налази на надморској висини од 25 м.